# Kis kubapinty
A kis kubapinty vagy kubai kölespinty (Phonipara canora)  a madarak osztályának verébalakúak (Passeriformes) rendjébe és a tangarafélék (Thraupidae) családjába tartozó Phonipara nem egyetlen faja.

## Rendszerezése
A fajt Johann Friedrich Gmelin német természettudós  írta le 1789-ban, a Loxia nembe Loxia canora néven. Besorolása vitatott, egyes szervezetek a Tiaris nembe sorolják Tiaris canorus néven.

## Előfordulása
A Bahama-szigetek, Kuba és a Turks- és Caicos-szigetek területén honos. 
Természetes élőhelyei a szubtrópusi és trópusi síkvidéki és hegyi esőerdők, és cserjések, valamint szántóföldek és másodlagos erdők. Állandó, nem vonuló faj.

## Megjelenése
Testhossza 11 centiméter, testtömege 6-9 gramm.
|  |

## Természetvédelmi helyzete
Az elterjedési területe nagyon nagy, egyedszáma ugyan csökken, de még nem éri el a kritikus szintet. A Természetvédelmi Világszövetség Vörös listáján nem fenyegetett fajként szerepel.